# Cassville (Pennsylvanie)
Pour les articles homonymes, voir Cassville.
Cassville est un borough du comté de Huntingdon dans le Commonwealth de Pennsylvanie aux États-Unis.
Lors du recensement de 2000, la population de Cassville s'élevait à 152 habitants.